# Jokerit
Jokerit – fiński klub hokeja na lodzie z siedzibą w Helsinkach.

## Historia
Klub Jokerit powstał 27 października 1967 roku. Właścicielem był Aimo Mäkinen. Nazwa Jokerit oznacza w języku polskim błazen. Logo klubu - mrugający błazen - pochodził z kart do gry, a stworzył go projektant Jorma Hinkka. W latach 1967–1997 klub funkcjonował jako Jokerit. Od 1997 roku działa jako Jokerit HC Oyj. Drużyna zwana jest „Pewniakiem” od sloganu kibiców „Jokerit to Pewniak”.
Do końca sezonu 2013/2014 zespół występował w narodowych fińskich rozgrywkach SM-liiga (2013–2014 Liiga). W 2014 poinformowano, że drużyna przystąpi do rosyjskich rozgrywek KHL od sezonu 2014/2015.
Po rozpoczęciu inwazji Rosji na Ukrainę władze klubu 25 lutego 2022 wycofały drużynę z rozgrywek w sezonie KHL (2021/2022) jeszcze przed inauguracją fazy play-off. W kwietniu 2022 ogłoszono, że drużyna nie powróci do rywalizacji w KHL, a następnie podano, że w sezonie 2022/2023 nie będzie działać drużyna seniorska, tylko zespoły juniorskie, a będą czynione starania, aby zespół powrócił do fińskich rozgrywek w sezonie 2023/2024.
Wiosną 2023 Jokerit został przyjęty do drugoligowych fińskich rozgrywek Mestis.

## Sukcesy
- Finał Pucharu Finlandii: 1970
- Złoty medal mistrzostw Finlandii: 1973, 1992, 1994, 1996, 1997, 2002
- Srebrny medal mistrzostw Finlandii: 1971, 1983, 1995, 2000, 2005, 2007
- Brązowy medal mistrzostw Finlandii: 1998, 2012
- Trofeum pamiątkowe Harry’ego Lindbladina – pierwsze miejsce w sezonie zasadniczym SM-liigi / Liigi: 1983, 1995, 1996, 1997, 2001, 2013
- Trzecie miejsce w Pucharze Europy: 1993
- Puchar Europy: 1995, 1996
- Puchar Kontynentalny: 2003
- Drugie miejsce w European Trophy: 2011
- Pierwsze miejsce w Dywizji Bobrowa w sezonie zasadniczym KHL: 2016

## Zawodnicy
Zastrzeżone numery
- 5 – Esa Tikkanen
- 8 – Teemu Selänne
- 11 – Tomek Valtonen
- 17 – Jari Kurri
- 23 – Petri Varis
- 24 – Waltteri Immonen
- 91 – Otakar Janecký